# Dendrocerus indicus
Dendrocerus indicus is een vliesvleugelig insect uit de familie van de Megaspilidae. De wetenschappelijke naam van de soort is voor het eerst geldig gepubliceerd in 1939 door Mani.